# Грызавино-1
Грыза́вино-1 — деревня в Бережанской волости Островского района Псковской области.
Расположена на южном приграничье города Остров. На севере примыкает деревня Грызавино, в 3 км к юго-западу находится деревня Грызавино-2.
Численность населения деревни по состоянию на 2000 год составляла 26 жителей.